# Warnie Bagno
Warnie Bagno este o arie protejată (sit de importanță comunitară — SCI) din Polonia întinsă pe o suprafață de 1.012 ha, integral pe uscat.

## Localizare
Centrul sitului Warnie Bagno este situat la coordonatele 54°08′48″N 15°56′30″E / 54.1466°N 15.9418°E.

## Înființare
Situl Warnie Bagno a fost declarat sit de importanță comunitară în septembrie 2006 pentru a proteja 1 specie de animale.

## Biodiversitate
Situată în ecoregiunea continentală, aria protejată conține 9 habitate naturale: Lacuri și iazuri distrofice naturale, Turbării active, Mlaștini oligotrofe degradate, capabile încă de regenerare naturală, Mlaștini turboase de tranziție și turbării mișcătoare, Păduri de fag Luzulo-Fagetum, Păduri de stejar sau de stejar și carpen sub-atlantice și medio-europene de Carpinion betuli, Păduri acidofile de stejar bătrân cu Quercus robur pe câmpii nisipoase, Mlaștini împădurite, Păduri aluvionare cu Alnus glutinosa și Fraxinus excelsior (Alno-Padion, Alnion incanae, Salicion albae).
La baza desemnării sitului se află o specie protejată de  nevertebrate: libelule (Leucorrhinia pectoralis).